# 陈氏花园住宅
陈氏花园住宅（又称美华新村5号别墅）是位于中華人民共和國上海市长宁区虹桥路1440号、1442号的一個建築，由美国普益房产公司建造于1930年，今建筑面积约8600平方米，共有11幢，为西班牙式花园住宅，曾为虹桥路上最大花园别墅区，北面因虹桥路几次拓宽，花园已消失，门卫室拆建后移位至附近。飞虎将军陈纳德与夫人陈香梅女士曾在此举行过婚礼，后作为上海申康宾馆8号楼，2018年底，上海申康医院发展中心批准将虹桥路1440号作为上海市眼病防治中心新院址，现為上海市眼病防治中心（虹桥路院区）。已列为上海第四批优秀历史建筑。